# Inclusione ricca di calcio e alluminio

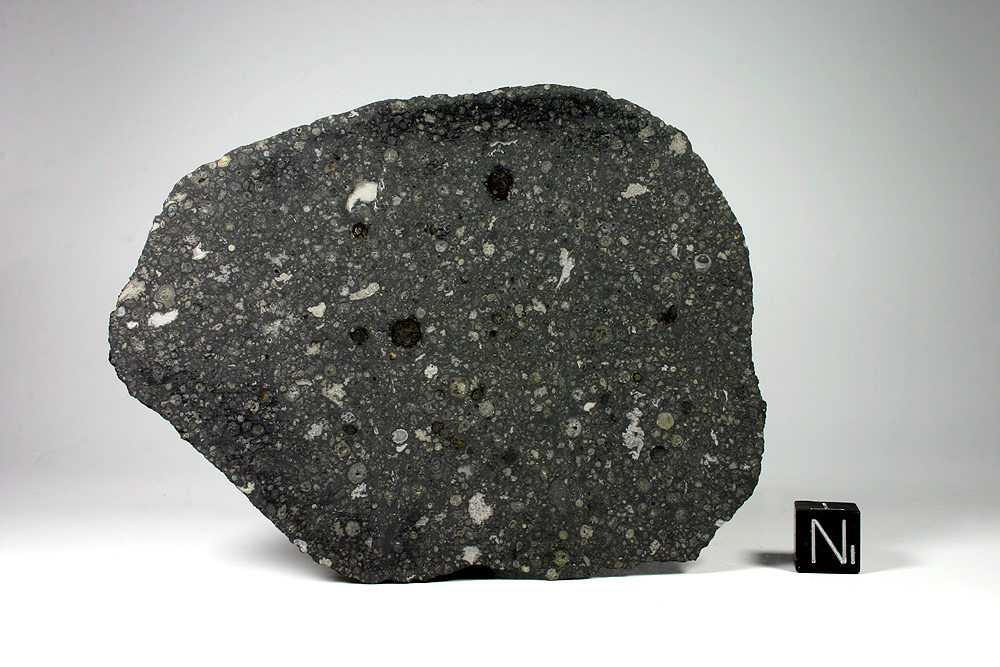
Una fetta del meteorite Allende, una condrite carbonacea ricca di CAI.

Un'Inclusione ricca di calcio e alluminio, anche detta calcium-aluminium-rich inclusion o abbreviata in Ca-Al-rich Inclusion o CAI, è un'inclusione refrattaria ricca di calcio e alluminio che si trova in alcune meteoriti primitive. Si tratta di inclusioni chiare le cui dimensioni vanno da meno di un millimetro fino a circa un centimetro.
Queste inclusioni, essendosi formate circa tra 4567 e 4571 milioni di anni fa, sono tra le sostanze più antiche presenti nel Sistema Solare.